# Escut del Tadjikistan
L'escut del Tadjikistan, més aviat un emblema que no pas un escut heràldic, és una versió modificada del que va estar en vigor a l'RSS del Tadjikistan fins al col·lapse de la Unió Soviètica el 1991, els elements del qual ja apareixien a l'emblema de la República Socialista Soviètica Autònoma, dependent de l'Uzbekistan (1929). Com passa amb altres repúbliques sorgides de la desintegració de l'URSS, els símbols de les quals no es remunten més enllà de la Revolució d'Octubre de 1917, l'escut actual conserva diversos elements del de l'era soviètica.
De forma circular, la part central de l'escut l'ocupa la mateixa corona que figura a la bandera estatal –igualment perfilada de gules, oberta, amb set estrelles de cinc puntes també de gules a la part superior, col·locades en forma de semicercle–, la qual al·ludeix al mot persa تاج (tadj), que vol dir precisament 'corona', d'on segons la tradició deriva el nom del poble tadjik. Aquesta corona ressalta damunt els raigs d'un sol també de gules que neix darrere de tres monts d'atzur amb els cims nevats d'argent, en record de les muntanyes del Pamir.
A banda i banda figuren, a la destra, un ram de cotó de sinople amb els flocs d'argent i, a la sinistra, un manat d'espigues de blat d'or, units per una cinta amb els colors de la bandera estatal. A la part inferior s'hi pot veure un llibre obert d'argent.
El nou emblema estatal fou aprovat el 28 de desembre de 1993 en substitució del que es va utilitzar transitòriament abans, que duia com a element central un lleó passant reguardant d'or.

## Escuts usats anteriorment

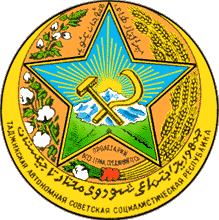
Escut de l'RSSA del Tadjikistan (1929)
Escut de l'RSSA del Tadjikistan (1936)
Escut de l'RSS del Tadjikistan (1929-1991)
Escut de la República del Tadjikistan (1992-1993)